# Wilking Rodríguez
Wilking José Rodríguez Ríos (né le 2 mars 1990 à Puerto Cabello, Carabobo, Venezuela) est un lanceur droitier des Ligues majeures de baseball. Il est présentement agent libre.

## Carrière
Wilking Rodríguez signe son premier contrat professionnel en 2007 avec les Rays de Tampa Bay, peu avant son 17e anniversaire de naissance, et joue 7 ans en ligues mineures avec des clubs qui leur sont affiliés. 
Il rejoint les Royals de Kansas City en novembre 2013 et fait ses débuts dans le baseball majeur comme lanceur de relève pour cette équipe le 3 juin 2014. Il lance deux manches au total en deux matchs et n'accorde qu'un coup sûr à ses adversaires. Il est libéré de son contrat par les Royals le 11 août 2014.